# Vanguard II
Vanguard II (en japonés: ヴァンガードII) es un videojuego de disparos multidireccional desarrollado y publicado por SNK lanzado en los arcades en 1984. Es la secuela del juego Vanguard de 1981. No tuvo tanto éxito como el original.

## Jugabilidad
A diferencia del formato de desplazamiento forzado del primer juego, Vanguard II se desarrolla en etapas de desplazamiento multidireccional de arriba hacia abajo. La nave puede moverse en ocho direcciones mientras vuela sobre una plataforma alienígena flotante con el objetivo de destruir las cápsulas que proporcionan energía a la estación. Las defensas aéreas deben ser derribadas, mientras que las cápsulas en la plataforma deben ser bombardeadas con la ayuda de una mira. Una vez que los jugadores hayan destruido suficientes cápsulas, podrán bombardear el núcleo destruyendo la plataforma y terminando el nivel.

## Recepción
En Japón, ocupó el puesto número 22 en la tabla de juegos de arcade de Game Machine en mayo de 1984.

## Legado
Vanguard II se incluyó en la compilación SNK Arcade Classics 0 para PlayStation Portable que se lanzó en Japón en 2011.